# Coleophora inulifolia
Coleophora inulifolia é uma espécie de mariposa do gênero Coleophora pertencente à família Coleophoridae.